# Isla San Marcos
Isla San Marcos es una isla de México en el golfo de California frente a las costas del estado de Baja California Sur.
La isla está situada al sur del Golfo de California y se encuentra a 5 km de la península de Baja California. Se trata de un territorio de alrededor de 9,5 kilómetros de largo y 4,5 kilómetros de ancho con una superficie total de 28,748 kilómetros cuadrados. San Marcos se encuentra a 17 km de Santa Rosalía, la localidad más cercana.